# Lista över fornlämningar i Hultsfreds kommun
Lista över fornlämningar i Hultsfreds kommun är en förteckning av ett urval av de fornlämningar som finns i Hultsfreds kommun.

## Gårdveda
| Namn          | Lämningstyp                 | Tillkomsttid | Historisk indelning | Plats | Läge                 | ID-nr          | Bild                                 |
| ------------- | --------------------------- | ------------ | ------------------- | ----- | -------------------- | -------------- | ------------------------------------ |
| Gårdveda 1:1  | Hög                         |              | Gårdveda, Småland   |       | 57.364385, 15.766319 | 10081200010001 | Ladda upp en bild av detta fornminne |
| Gårdveda 1:2  | Stensättning                |              | Gårdveda, Småland   |       | 57.364393, 15.766522 | 10081200010002 | Ladda upp en bild av detta fornminne |
| Gårdveda 3:1  | Stensättning                |              | Gårdveda, Småland   |       | 57.368163, 15.753910 | 10081200030001 | Ladda upp en bild av detta fornminne |
| Gårdveda 3:2  | Stensättning                |              | Gårdveda, Småland   |       | 57.368139, 15.754136 | 10081200030002 | Ladda upp en bild av detta fornminne |
| Gårdveda 3:3  | Stenkrets                   |              | Gårdveda, Småland   |       | 57.368228, 15.753575 | 10081200030003 | Ladda upp en bild av detta fornminne |
| Gårdveda 4:1  | Gravfält                    |              | Gårdveda, Småland   |       | 57.368910, 15.751927 | 10081200040001 | Ladda upp en bild av detta fornminne |
| Gårdveda 5:1  | Gravfält                    |              | Gårdveda, Småland   |       | 57.369777, 15.749250 | 10081200050001 | Ladda upp en bild av detta fornminne |
| Gårdveda 6:1  | Begravningsplats            |              | Gårdveda, Småland   |       | 57.367005, 15.745671 | 10081200060001 | Ladda upp en bild av detta fornminne |
| Gårdveda 42:1 | Hög                         |              | Gårdveda, Småland   |       | 57.370772, 15.763468 | 10081200420001 | Ladda upp en bild av detta fornminne |
| Gårdveda 42:2 | Hög                         |              | Gårdveda, Småland   |       | 57.371216, 15.763465 | 10081200420002 | Ladda upp en bild av detta fornminne |
| Gårdveda 42:3 | Stensättning                |              | Gårdveda, Småland   |       | 57.371311, 15.763456 | 10081200420003 | Ladda upp en bild av detta fornminne |
| Gårdveda 80:1 | Lägenhetsbebyggelse         |              | Gårdveda, Småland   |       | 57.369921, 15.652608 | 10081200800001 | Ladda upp en bild av detta fornminne |
| Gårdveda 91:1 | Grav markerad av sten/block |              | Gårdveda, Småland   |       | 57.368878, 15.753526 | 10081200910001 | Ladda upp en bild av detta fornminne |
| Gårdveda 91:2 | Grav markerad av sten/block |              | Gårdveda, Småland   |       | 57.368957, 15.753433 | 10081200910002 | Ladda upp en bild av detta fornminne |

## Järeda
| Namn         | Lämningstyp                      | Tillkomsttid | Historisk indelning | Plats | Läge                 | ID-nr          | Bild                                 |
| ------------ | -------------------------------- | ------------ | ------------------- | ----- | -------------------- | -------------- | ------------------------------------ |
| Järeda 1:1   | Röse                             |              | Järeda, Småland     |       | 57.391376, 15.520530 | 10082500010001 | Ladda upp en bild av detta fornminne |
| Järeda 5:1   | Stensättning                     |              | Järeda, Småland     |       | 57.410359, 15.578930 | 10082500050001 | Ladda upp en bild av detta fornminne |
| Järeda 7:1   | Gravfält                         |              | Järeda, Småland     |       | 57.402139, 15.602026 | 10082500070001 | Ladda upp en bild av detta fornminne |
| Järeda 8:1   | Stensättning                     |              | Järeda, Småland     |       | 57.394902, 15.568228 | 10082500080001 | Ladda upp en bild av detta fornminne |
| Järeda 9:1   | Husgrund, förhistorisk/medeltida |              | Järeda, Småland     |       | 57.393609, 15.551108 | 10082500090001 | Ladda upp en bild av detta fornminne |
| Järeda 138:1 | Stensättning                     |              | Järeda, Småland     |       | 57.395301, 15.565944 | 10082501380001 | Ladda upp en bild av detta fornminne |

## Lönneberga
| Namn           | Lämningstyp  | Tillkomsttid | Historisk indelning | Plats | Läge                 | ID-nr          | Bild                                 |
| -------------- | ------------ | ------------ | ------------------- | ----- | -------------------- | -------------- | ------------------------------------ |
| Lönneberga 2:1 | Stensättning |              | Lönneberga, Småland |       | 57.532431, 15.692314 | 10084200020001 | Ladda upp en bild av detta fornminne |

## Målilla
| Namn          | Lämningstyp  | Tillkomsttid | Historisk indelning | Plats | Läge                 | ID-nr          | Bild                                 |
| ------------- | ------------ | ------------ | ------------------- | ----- | -------------------- | -------------- | ------------------------------------ |
| Målilla 1:1   | Röse         |              | Målilla, Småland    |       | 57.401178, 15.853592 | 10084700010001 | Ladda upp en bild av detta fornminne |
| Målilla 1:2   | Röse         |              | Målilla, Småland    |       | 57.401015, 15.853954 | 10084700010002 | Ladda upp en bild av detta fornminne |
| Målilla 5:2   | Röse         |              | Målilla, Småland    |       | 57.446183, 15.865946 | 10084700050002 | Ladda upp en bild av detta fornminne |
| Målilla 5:3   | Stensättning |              | Målilla, Småland    |       | 57.446057, 15.866070 | 10084700050003 | Ladda upp en bild av detta fornminne |
| Målilla 8:1   | Gravfält     |              | Målilla, Småland    |       | 57.394493, 15.740935 | 10084700080001 | Ladda upp en bild av detta fornminne |
| Målilla 17:2  | Stensättning |              | Målilla, Småland    |       | 57.391168, 15.822237 | 10084700170002 | Ladda upp en bild av detta fornminne |
| Målilla 17:3  | Stensättning |              | Målilla, Småland    |       | 57.391064, 15.822359 | 10084700170003 | Ladda upp en bild av detta fornminne |
| Målilla 17:4  | Stensättning |              | Målilla, Småland    |       | 57.390948, 15.822462 | 10084700170004 | Ladda upp en bild av detta fornminne |
| Målilla 17:5  | Stensättning |              | Målilla, Småland    |       | 57.390641, 15.822776 | 10084700170005 | Ladda upp en bild av detta fornminne |
| Målilla 19:1  | Gravfält     |              | Målilla, Småland    |       | 57.365482, 15.813485 | 10084700190001 | Ladda upp en bild av detta fornminne |
| Målilla 189:1 | Hällristning |              | Målilla, Småland    |       | 57.384492, 15.832954 | 10084701890001 | Ladda upp en bild av detta fornminne |

## Mörlunda
| Namn                   | Lämningstyp    | Tillkomsttid | Historisk indelning | Plats          | Läge                 | ID-nr          | Bild                                      |
| ---------------------- | -------------- | ------------ | ------------------- | -------------- | -------------------- | -------------- | ----------------------------------------- |
| Mörlunda 3:1           | Stenkammargrav |              | Mörlunda, Småland   |                | 57.316204, 15.861113 | 10085000030001 | Ladda upp en bild av detta fornminne      |
| Mörlunda 4:1           | Stensättning   |              | Mörlunda, Småland   |                | 57.319256, 15.874717 | 10085000040001 | Ladda upp en bild av detta fornminne      |
| Mörlunda 4:2           | Stensättning   |              | Mörlunda, Småland   |                | 57.319212, 15.874574 | 10085000040002 | Ladda upp en bild av detta fornminne      |
| Mörlunda 27:1          | Gravfält       |              | Mörlunda, Småland   |                | 57.331571, 15.840281 | 10085000270001 | Ladda upp en bild av detta fornminne      |
| Mörlunda 28:1          | Stensättning   |              | Mörlunda, Småland   |                | 57.317814, 15.875289 | 10085000280001 | Ladda upp en bild av detta fornminne      |
| Sm 152 (Mörlunda 33:1) | Runristning    |              | Mörlunda, Småland   | Mörlunda kyrka | 57.318400, 15.853402 | 10085000330001 | Ladda upp en till bild av detta fornminne |
| Mörlunda 34:1          | Stensättning   |              | Mörlunda, Småland   |                | 57.301286, 15.910550 | 10085000340001 | Ladda upp en bild av detta fornminne      |
| Mörlunda 59:1          | Stensättning   |              | Mörlunda, Småland   |                | 57.318994, 15.929837 | 10085000590001 | Ladda upp en bild av detta fornminne      |

## Tveta
| Namn       | Lämningstyp  | Tillkomsttid | Historisk indelning | Plats | Läge                 | ID-nr          | Bild                                 |
| ---------- | ------------ | ------------ | ------------------- | ----- | -------------------- | -------------- | ------------------------------------ |
| Tveta 2:1  | Gravfält     |              | Tveta, Småland      |       | 57.338676, 15.830664 | 10087400020001 | Ladda upp en bild av detta fornminne |
| Tveta 22:1 | Röse         |              | Tveta, Småland      |       | 57.293333, 15.712718 | 10087400220001 | Ladda upp en bild av detta fornminne |
| Tveta 24:1 | Röse         |              | Tveta, Småland      |       | 57.257986, 15.689394 | 10087400240001 | Ladda upp en bild av detta fornminne |
| Tveta 67:1 | Stensättning |              | Tveta, Småland      |       | 57.284615, 15.700349 | 10087400670001 | Ladda upp en bild av detta fornminne |
| Tveta 68:1 | Stensättning |              | Tveta, Småland      |       | 57.285533, 15.700211 | 10087400680001 | Ladda upp en bild av detta fornminne |

## Vena
| Namn                          | Lämningstyp                 | Tillkomsttid | Historisk indelning | Plats | Läge                 | ID-nr          | Bild                                 |
| ----------------------------- | --------------------------- | ------------ | ------------------- | ----- | -------------------- | -------------- | ------------------------------------ |
| Ekkullen (Vena 1:1)           | Röse                        |              | Vena, Småland       |       | 57.487900, 16.134330 | 10087700010001 | Ladda upp en bild av detta fornminne |
| Ekkullen (Vena 1:2)           | Stensättning                |              | Vena, Småland       |       | 57.487883, 16.134096 | 10087700010002 | Ladda upp en bild av detta fornminne |
| Ekkullen (Vena 1:3)           | Stensättning                |              | Vena, Småland       |       | 57.488036, 16.134418 | 10087700010003 | Ladda upp en bild av detta fornminne |
| Vena 4:1                      | Röse                        |              | Vena, Småland       |       | 57.490620, 16.135547 | 10087700040001 | Ladda upp en bild av detta fornminne |
| Vena 4:2                      | Röse                        |              | Vena, Småland       |       | 57.490529, 16.135418 | 10087700040002 | Ladda upp en bild av detta fornminne |
| Vena 4:3                      | Stensättning                |              | Vena, Småland       |       | 57.490605, 16.135310 | 10087700040003 | Ladda upp en bild av detta fornminne |
| Vena 6:1                      | Stensättning                |              | Vena, Småland       |       | 57.496544, 16.165716 | 10087700060001 | Ladda upp en bild av detta fornminne |
| Vena 6:2                      | Stensättning                |              | Vena, Småland       |       | 57.496261, 16.165880 | 10087700060002 | Ladda upp en bild av detta fornminne |
| Vena 7:1                      | Röse                        |              | Vena, Småland       |       | 57.501849, 16.165784 | 10087700070001 | Ladda upp en bild av detta fornminne |
| Vena 7:2                      | Stensättning                |              | Vena, Småland       |       | 57.501916, 16.165545 | 10087700070002 | Ladda upp en bild av detta fornminne |
| Vena 8:1                      | Röse                        |              | Vena, Småland       |       | 57.502303, 16.169774 | 10087700080001 | Ladda upp en bild av detta fornminne |
| Vena 9:1                      | Röse                        |              | Vena, Småland       |       | 57.500872, 16.171697 | 10087700090001 | Ladda upp en bild av detta fornminne |
| Vena 10:1                     | Röse                        |              | Vena, Småland       |       | 57.500110, 16.167976 | 10087700100001 | Ladda upp en bild av detta fornminne |
| Vena 10:3                     | Stensättning                |              | Vena, Småland       |       | 57.500110, 16.169183 | 10087700100003 | Ladda upp en bild av detta fornminne |
| Vena 10:4                     | Stensättning                |              | Vena, Småland       |       | 57.500124, 16.169047 | 10087700100004 | Ladda upp en bild av detta fornminne |
| Vena 30:1                     | Stensättning                |              | Vena, Småland       |       | 57.500246, 16.078238 | 10087700300001 | Ladda upp en bild av detta fornminne |
| Vena 31:1                     | Stensättning                |              | Vena, Småland       |       | 57.503070, 16.081787 | 10087700310001 | Ladda upp en bild av detta fornminne |
| Vena 39:1                     | Fornborg                    |              | Vena, Småland       |       | 57.512474, 16.052020 | 10087700390001 | Ladda upp en bild av detta fornminne |
| Vena 41:2                     | Röse                        |              | Vena, Småland       |       | 57.523568, 16.074766 | 10087700410002 | Ladda upp en bild av detta fornminne |
| Vena 45:1                     | Röse                        |              | Vena, Småland       |       | 57.525956, 16.032767 | 10087700450001 | Ladda upp en bild av detta fornminne |
| Vena 56:1                     | Hög                         |              | Vena, Småland       |       | 57.587354, 15.995546 | 10087700560001 | Ladda upp en bild av detta fornminne |
| Vena 59:1                     | Röse                        |              | Vena, Småland       |       | 57.574288, 15.968553 | 10087700590001 | Ladda upp en bild av detta fornminne |
| Vena 60:1                     | Röse                        |              | Vena, Småland       |       | 57.574941, 15.971155 | 10087700600001 | Ladda upp en bild av detta fornminne |
| Vena 72:1                     | Gravfält                    |              | Vena, Småland       |       | 57.545748, 15.948766 | 10087700720001 | Ladda upp en bild av detta fornminne |
| Vena 73:1                     | Stensättning                |              | Vena, Småland       |       | 57.544474, 15.950496 | 10087700730001 | Ladda upp en bild av detta fornminne |
| Vena 74:1                     | Stensättning                |              | Vena, Småland       |       | 57.544422, 15.948776 | 10087700740001 | Ladda upp en bild av detta fornminne |
| Vena 76:1                     | Röse                        |              | Vena, Småland       |       | 57.426752, 16.122837 | 10087700760001 | Ladda upp en bild av detta fornminne |
| Vena 76:2                     | Röse                        |              | Vena, Småland       |       | 57.426806, 16.122995 | 10087700760002 | Ladda upp en bild av detta fornminne |
| Kurerör (Vena 78:1)           | Röse                        |              | Vena, Småland       |       | 57.463101, 16.079678 | 10087700780001 | Ladda upp en bild av detta fornminne |
| Vena 80:1                     | Röse                        |              | Vena, Småland       |       | 57.461139, 16.085717 | 10087700800001 | Ladda upp en bild av detta fornminne |
| Vena 80:2                     | Röse                        |              | Vena, Småland       |       | 57.461121, 16.085044 | 10087700800002 | Ladda upp en bild av detta fornminne |
| Vena 80:3                     | Stensättning                |              | Vena, Småland       |       | 57.460940, 16.085847 | 10087700800003 | Ladda upp en bild av detta fornminne |
| Vena 80:4                     | Stensättning                |              | Vena, Småland       |       | 57.461005, 16.084935 | 10087700800004 | Ladda upp en bild av detta fornminne |
| Vena 87:1                     | Stensättning                |              | Vena, Småland       |       | 57.461995, 16.088188 | 10087700870001 | Ladda upp en bild av detta fornminne |
| Vena 88:2                     | Gravfält                    |              | Vena, Småland       |       | 57.461336, 16.089496 | 10087700880002 | Ladda upp en bild av detta fornminne |
| Vena 89:1                     | Stensättning                |              | Vena, Småland       |       | 57.464229, 16.080771 | 10087700890001 | Ladda upp en bild av detta fornminne |
| Vena 108:1                    | Stensättning                |              | Vena, Småland       |       | 57.544516, 15.897646 | 10087701080001 | Ladda upp en bild av detta fornminne |
| Vena 123:1                    | Röse                        |              | Vena, Småland       |       | 57.484337, 15.994360 | 10087701230001 | Ladda upp en bild av detta fornminne |
| Vena 146:1                    | Röse                        |              | Vena, Småland       |       | 57.514565, 15.905185 | 10087701460001 | Ladda upp en bild av detta fornminne |
| Vena 146:2                    | Stensättning                |              | Vena, Småland       |       | 57.514746, 15.904898 | 10087701460002 | Ladda upp en bild av detta fornminne |
| Vena 146:3                    | Röse                        |              | Vena, Småland       |       | 57.514993, 15.904778 | 10087701460003 | Ladda upp en bild av detta fornminne |
| Vena 150:1                    | Röse                        |              | Vena, Småland       |       | 57.517107, 15.903792 | 10087701500001 | Ladda upp en bild av detta fornminne |
| Vena 173:1                    | Fästning/skans              |              | Vena, Småland       |       | 57.499494, 15.857569 | 10087701730001 | Ladda upp en bild av detta fornminne |
| Hultsfreds slätt (Vena 174:1) | Stridsvärn                  |              | Vena, Småland       |       | 57.506480, 15.849951 | 10087701740001 | Ladda upp en bild av detta fornminne |
| Vena 208:1                    | Röse                        |              | Vena, Småland       |       | 57.424288, 16.080182 | 10087702080001 | Ladda upp en bild av detta fornminne |
| Vena 278:1                    | Stensättning                |              | Vena, Småland       |       | 57.532051, 15.868679 | 10087702780001 | Ladda upp en bild av detta fornminne |
| Vena 291:1                    | Stensättning                |              | Vena, Småland       |       | 57.544467, 15.900429 | 10087702910001 | Ladda upp en bild av detta fornminne |
| Vena 291:2                    | Stensättning                |              | Vena, Småland       |       | 57.544661, 15.899668 | 10087702910002 | Ladda upp en bild av detta fornminne |
| Vena 291:3                    | Stensättning                |              | Vena, Småland       |       | 57.544559, 15.899416 | 10087702910003 | Ladda upp en bild av detta fornminne |
| Vena 310:1                    | Stensättning                |              | Vena, Småland       |       | 57.525316, 15.938072 | 10087703100001 | Ladda upp en bild av detta fornminne |
| Vena 316:1                    | Röse                        |              | Vena, Småland       |       | 57.542160, 15.989848 | 10087703160001 | Ladda upp en bild av detta fornminne |
| Vena 316:2                    | Röse                        |              | Vena, Småland       |       | 57.542056, 15.989895 | 10087703160002 | Ladda upp en bild av detta fornminne |
| Vena 331:1                    | Stensättning                |              | Vena, Småland       |       | 57.479623, 16.166621 | 10087703310001 | Ladda upp en bild av detta fornminne |
| Vena 335:1                    | Stensättning                |              | Vena, Småland       |       | 57.474583, 16.156390 | 10087703350001 | Ladda upp en bild av detta fornminne |
| Vena 345:1                    | Stensättning                |              | Vena, Småland       |       | 57.479045, 16.161589 | 10087703450001 | Ladda upp en bild av detta fornminne |
| Vena 345:2                    | Stensättning                |              | Vena, Småland       |       | 57.478755, 16.161720 | 10087703450002 | Ladda upp en bild av detta fornminne |
| Vena 346:1                    | Stensättning                |              | Vena, Småland       |       | 57.478615, 16.163401 | 10087703460001 | Ladda upp en bild av detta fornminne |
| Vena 346:2                    | Röse                        |              | Vena, Småland       |       | 57.478467, 16.163641 | 10087703460002 | Ladda upp en bild av detta fornminne |
| Vena 441:1                    | Begravningsplats            |              | Vena, Småland       |       | 57.419369, 16.085892 | 10087704410001 | Ladda upp en bild av detta fornminne |
| Vena 454:1                    | Grav markerad av sten/block |              | Vena, Småland       |       | 57.430340, 16.064645 | 10087704540001 | Ladda upp en bild av detta fornminne |
| Vena 454:2                    | Grav markerad av sten/block |              | Vena, Småland       |       | 57.430407, 16.064573 | 10087704540002 | Ladda upp en bild av detta fornminne |
| Vena 519:1                    | Röse                        |              | Vena, Småland       |       | 57.427483, 16.125891 | 10087705190001 | Ladda upp en bild av detta fornminne |
| Vena 519:2                    | Stensättning                |              | Vena, Småland       |       | 57.427427, 16.125996 | 10087705190002 | Ladda upp en bild av detta fornminne |
| Vena 582:1                    | Röse                        |              | Vena, Småland       |       | 57.534796, 16.033392 | 10087705820001 | Ladda upp en bild av detta fornminne |
| Vena 592:1                    | Stensättning                |              | Vena, Småland       |       | 57.509866, 16.046708 | 10087705920001 | Ladda upp en bild av detta fornminne |
| Vena 592:2                    | Stensättning                |              | Vena, Småland       |       | 57.509642, 16.046478 | 10087705920002 | Ladda upp en bild av detta fornminne |
| Vena 592:3                    | Stensättning                |              | Vena, Småland       |       | 57.509857, 16.046240 | 10087705920003 | Ladda upp en bild av detta fornminne |
| Vena 593:1                    | Stensättning                |              | Vena, Småland       |       | 57.510850, 16.046262 | 10087705930001 | Ladda upp en bild av detta fornminne |
| Vena 600:1                    | Stensättning                |              | Vena, Småland       |       | 57.524470, 16.074472 | 10087706000001 | Ladda upp en bild av detta fornminne |
| Vena 600:2                    | Stensättning                |              | Vena, Småland       |       | 57.524489, 16.074294 | 10087706000002 | Ladda upp en bild av detta fornminne |
| Vena 600:3                    | Stensättning                |              | Vena, Småland       |       | 57.524575, 16.074346 | 10087706000003 | Ladda upp en bild av detta fornminne |
| Vena 600:4                    | Stensättning                |              | Vena, Småland       |       | 57.524575, 16.074572 | 10087706000004 | Ladda upp en bild av detta fornminne |
| Vena 771                      | Stensättning                |              | Vena, Småland       |       | 57.512848, 16.041782 | 12000000064284 | Ladda upp en bild av detta fornminne |
| Vena 772                      | Stensättning                |              | Vena, Småland       |       | 57.512776, 16.041909 | 12000000064285 | Ladda upp en bild av detta fornminne |
| Vena 773                      | Stensättning                |              | Vena, Småland       |       | 57.512778, 16.041759 | 12000000064286 | Ladda upp en bild av detta fornminne |
| Vena 777                      | Stridsvärn                  |              | Vena, Småland       |       | 57.507844, 15.843589 | 12000000084785 | Ladda upp en bild av detta fornminne |
| Vena 805                      | Stridsvärn                  |              | Vena, Småland       |       | 57.508266, 15.843494 | 12000000084986 | Ladda upp en bild av detta fornminne |
| Vena 810                      | Fornborg                    |              | Vena, Småland       |       | 57.544639, 15.926494 | 12000000130672 | Ladda upp en bild av detta fornminne |

## Virserum
| Namn                      | Lämningstyp                 | Tillkomsttid | Historisk indelning | Plats | Läge                 | ID-nr          | Bild                                 |
| ------------------------- | --------------------------- | ------------ | ------------------- | ----- | -------------------- | -------------- | ------------------------------------ |
| Knallakors (Virserum 2:1) | Stensättning                |              | Virserum, Småland   |       | 57.315259, 15.526139 | 10088100020001 | Ladda upp en bild av detta fornminne |
| Knallakors (Virserum 2:2) | Stensättning                |              | Virserum, Småland   |       | 57.315337, 15.526026 | 10088100020002 | Ladda upp en bild av detta fornminne |
| Knallakors (Virserum 2:3) | Minnesmärke                 |              | Virserum, Småland   |       | 57.315284, 15.526307 | 10088100020003 | Ladda upp en bild av detta fornminne |
| Virserum 3:1              | Röse                        |              | Virserum, Småland   |       | 57.332344, 15.552775 | 10088100030001 | Ladda upp en bild av detta fornminne |
| Virserum 4:1              | Gravfält                    |              | Virserum, Småland   |       | 57.332402, 15.550023 | 10088100040001 | Ladda upp en bild av detta fornminne |
| Gullrör (Virserum 5:1)    | Röse                        |              | Virserum, Småland   |       | 57.333338, 15.548490 | 10088100050001 | Ladda upp en bild av detta fornminne |
| Virserum 5:2              | Stensättning                |              | Virserum, Småland   |       | 57.333402, 15.548333 | 10088100050002 | Ladda upp en bild av detta fornminne |
| Virserum 12:1             | Röse                        |              | Virserum, Småland   |       | 57.290317, 15.482532 | 10088100120001 | Ladda upp en bild av detta fornminne |
| Virserum 12:2             | Stensättning                |              | Virserum, Småland   |       | 57.290438, 15.482747 | 10088100120002 | Ladda upp en bild av detta fornminne |
| Virserum 12:3             | Stensättning                |              | Virserum, Småland   |       | 57.290758, 15.483276 | 10088100120003 | Ladda upp en bild av detta fornminne |
| Virserum 59:1             | Röse                        |              | Virserum, Småland   |       | 57.288216, 15.484313 | 10088100590001 | Ladda upp en bild av detta fornminne |
| Virserum 123:1            | Grav markerad av sten/block |              | Virserum, Småland   |       | 57.329365, 15.543987 | 10088101230001 | Ladda upp en bild av detta fornminne |
| Virserum 188:1            | Stensättning                |              | Virserum, Småland   |       | 57.302651, 15.556520 | 10088101880001 | Ladda upp en bild av detta fornminne |
| Virserum 414              | Stensättning                |              | Virserum, Småland   |       | 57.334792, 15.556699 | 12000000053960 | Ladda upp en bild av detta fornminne |